# Hagafell (berg i Island, Suðurland, lat 63,89, long -19,35)
Hagafell är ett berg i republiken Island. Det ligger i regionen Suðurland, 130 km öster om huvudstaden Reykjavík. Toppen på Hagafell är 931 meter över havet.
Trakten runt Hagafell är nära nog obefolkad, med mindre än två invånare per kvadratkilometer. Det finns inga samhällen i närheten. Trakten runt Hagafell består i huvudsak av gräsmarker.